# موتور ایکس‌یودی پی‌اس‌ای
موتور ایکس‌یودی پژو سیتروئن یک موتور دیزل است که توسط گروه پی‌اس‌ای طراحی و ساخته شده‌است. سامانه این موتور تزریق غیرمستقیم (IDI) است که از نسخه ای از سر سر سیلندر پیش ساخته مهره‌های ریکاردو مشاور مهندسی Ricardo Comet V استفاده می‌کند. این موتور دارای حجم ۲٫۱ لیتری و دارای ۱۲ سوپاپ است، همه سری‌های این موتور تنفس طبیعی یا با توربوشارژ ساخته شده‌اند. XUD سلف موتورهای HDI بود. پژو سیتروئن مجوز تولید این موتور را به هیوندای هم داد. این موتور از ۱۹۸۲ تا ۲۰۰۱ روی خط تولید بود.

## طرح
XUD با میل‌سوپاپ بالاسری ۸ سوپاپ یا ۱۲ سوپاپ در دسترس بود. ایکس‌یو دی بیشتر به صورت عرضی در وسایل نقلیه محور جلو متصل می‌شد، درجه متصل شدن موتور کج ۳۰ درجه است. این موتور در کارخانه سیتروئن در ترمری، در نزدیکی متس، فرانسه ساخته شده‌است.
این موتور، به عنوان یکی از بهترین موتورهای دیزلی (برای خودروها و کامیونت‌های سبک) در جهان شناخته شده‌است.

### سوخت
موتور از آنجا که تزریق غیرمستقیم است، با سرعت سوختن احتراق کندتر نسبت سوخت‌رسانی انژکتوری را داراست، بنابراین برای کار با سوخت روغن‌نباتی مناسب است.

## XUD7
| مدل        | خروجی                                      | یادداشت            | مدل ماشین                                                        |
| ---------- | ------------------------------------------ | ------------------ | ---------------------------------------------------------------- |
| XUD7 T / K | ۷۸ اسب بخار متری (۵۷ کیلووات؛ ۷۷ اسب بخار) | توربو              | پژو ۲۰۵، پژو ۳۰۹                                                 |
| XUD7 TE    | ۹۰ اسب بخار متری (۶۶ کیلووات؛ ۸۹ اسب بخار) | توربو با اینترکولر | سیتروئن تی‌زد دی، پژو ۴۰۵ توربو، روور 200 MK2 TD                  |
| XUD7 / K   | ۶۰ اسب بخار متری (۴۴ کیلووات؛ ۵۹ اسب بخار) |                    | سیتروئن C15D، سیتروئن BX RD، پژو ۲۰۵، سیتروئن سارا، سیتروئن ویزا |
| XUD7 / Z   | ۶۰ اسب بخار متری (۴۴ کیلووات؛ ۵۹ اسب بخار) | کاتالیزور          |                                                                  |

## XUD9

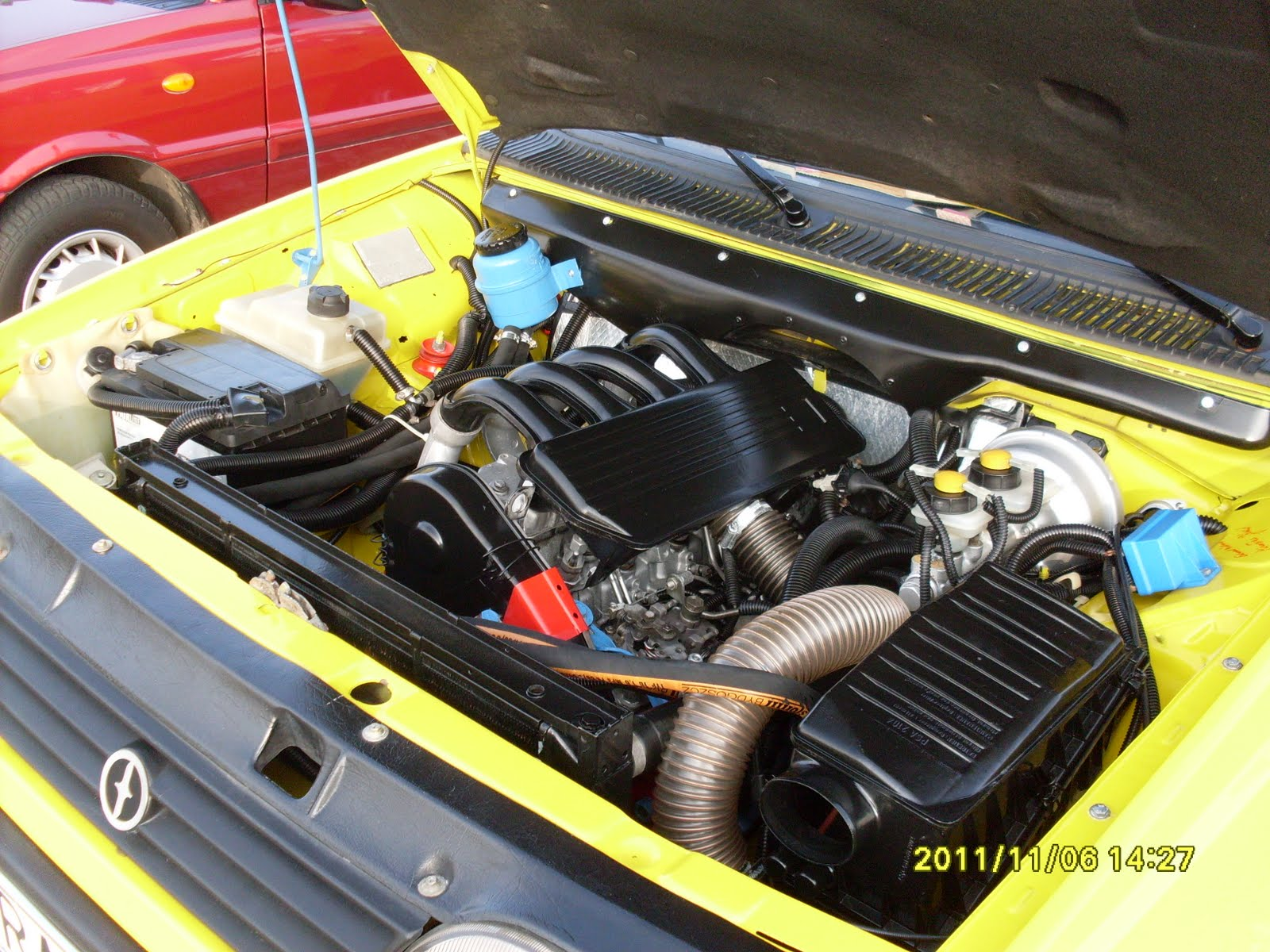
موتور XUD9A

بیشتر نسخه‌های توربوشارژر این موتور از یک کولر داخلی بهره می‌برند، همچنین هر دو موتور دارای یک پمپ سوخت مکانیکی بوش یا یک لوکاس و انژکتور بودند. این موتور به موتور «پورت مربع» معروف است، زیرا سر سیلندر آن دارای درگاه‌های خروجی مربع است.
| مدل         | خروجی                                      | یادداشت                           | مدل ماشین                                                                          |
| ----------- | ------------------------------------------ | --------------------------------- | ---------------------------------------------------------------------------------- |
| XUD9        | ۶۵ اسب بخار متری (۴۸ کیلووات؛ ۶۴ اسب بخار) | دیزل                              | سیتروئن بی‌ایکس، پژو ۲۰۵، پژو ۳۰۹، سیمکا-تالبوت هوریزون، سیمکا ۱۳۰۷ (فقط در فنلاند) |
| XUD9 A      | ۷۱ اسب بخار متری (۵۲ کیلووات؛ ۷۰ اسب بخار) | دیزل                              | روور ۲۰۰ _ سیتروئن برلینگو _ اف‌اس‌او پولونز _ سیتروئن بی‌ایکس _ لادا نیوا            |
| XUD9 TE / L | ۹۲ اسب بخار متری (۶۸ کیلووات؛ ۹۱ اسب بخار) | دیزل توربو با اینترکولر           | سیتروئن زدایکس _ سیتروئن Xsara _ سیتروئن جامپی _ پژو ۳۰۶ _ پژو ۴۰۵ _ سیتروئن جامپی |
| XUD9 SD     | ۶۳ اسب بخار متری (۴۶ کیلووات؛ ۶۲ اسب بخار) | کاتالیست توربو دیزل               | سوزوکی جیمنی                                                                       |
| XUD9 SD     | ۷۵ اسب بخار متری (۵۵ کیلووات؛ ۷۴ اسب بخار) | کاتالیست توربو دیزل               | سیتروئن زانتیا _ سوزوکی استبم                                                      |
| XUD9 TE / Y | ۹۰ اسب بخار متری (۶۶ کیلووات؛ ۸۹ اسب بخار) | دیزل توربو با کاتالیزور اینترکولر | پژو ۴۰۶ _ سیتروئن زانتیا                                                           |
| XUD9 / Z    | ۶۸ اسب بخار متری (۵۰ کیلووات؛ ۶۷ اسب بخار) | کاتالیزور دیزل                    | هیوندای الانترا                                                                    |

## XUD11
XUD11 در دو مدل موجود بود:
- ۲٬۱۳۸ سانتی‌متر مکعب (۲٫۱ لیتر) — XUD11 A تنفس طبیعی
- ۲٬۰۸۸ سانتی‌متر مکعب (۲٫۱ لیتر) — XUD11 ATE/BTE توربوشارژر

| مدل       | خروجی                                        | یادداشت                           | مدل ماشین                        |
| --------- | -------------------------------------------- | --------------------------------- | -------------------------------- |
| XUD11 A   | ۸۳ اسب بخار متری (۶۱ کیلووات؛ ۸۲ اسب بخار)   | SOHC 12 سوپاپ دیزل                | سیتروئن ایکس‌ام، پژو ۶۰۵          |
| XUD11 ATE | ۱۱۰ اسب بخار متری (۸۱ کیلووات؛ ۱۰۸ اسب بخار) | دیزل ۱۲ سوپاپ SOHC توربو          | سیتروئن ایکس‌ام                   |
| XUD11 BTE | ۱۱۰ اسب بخار متری (۸۱ کیلووات؛ ۱۰۸ اسب بخار) | کاتالیست توربو SOHC 12 سوپاپ دیزل | پژو ۴۰۶، پژو ۶۰۵، سیتروئن زانتیا |